# جراوینا دی کاتانیا
جراوینا دی کاتانیا (به ایتالیایی: Gravina di Catania) یک کومونه در ایتالیا است که در استان کاتانیا واقع شده‌است.

## خصوصیات
جراوینا دی کاتانیا ۵٫۰ کیلومترمربع مساحت و ۲۶٬۱۷۱ نفر جمعیت دارد و ۳۵۵ متر بالاتر از سطح دریا واقع شده‌است.